# Procter & Gamble
The Procter & Gamble Company, zkráceně Procter & Gamble nebo P&G, je americký nadnárodní koncern podnikající především v oblasti drogistického zboží a sídlící v Cincinnati. Roku 1837 ho založili William Procter a James Gamble. Mezinárodní expanzi firma začala roku 1930 koupí anglické firmy Thomas Hedley Co., po níž v následujících desetiletích následovalo mnoho dalších převzatých firem. Roku 1961 firma uvedla pleny na jedno použití značky Pampers, kterými tento druh zboží zpopularizovala. 